# Opel Rekord P1
Opel Rekord P1 (в 1957—1959 годах выпускался под именем Opel Olympia Rekord P) — немецкий автомобиль производства компании Opel, представленный впервые в августе 1957 года на Франкфуртском автосалоне и заменивший в линейке автомобилей модель Opel Olympia Rekord. Относился по тем временам к автомобилям бизнес-класса. Выпускался с 1957 по 1960 годы, уступил место модели Opel Rekord P2.

## Характеристики автомобиля

### Кузов и колёса
Буква P в названии автомобиля являлась отсылкой на установленные в модели панорамные стёкла (нем. Panoramascheibe), впервые использованные в Европе как в этой модели, так и в британской Vauxhall Victor FA. Разработчики автомобиля соединили в дизайне лучшие элементы американского и европейского дизайна. Так, панорамные переднее и заднее ветровые стёкла, по некоторым данным, были заимствованы у американских машин Buick Special (серия 40) и Buick Roadmaster (серии 70 и 75), причём лобовое панорамное стекло обеспечивало круговой обзор на 92 %. Хвостовые плавники, решётка радиатора типа «открытый рот» с тонкими вертикальными прутьями, ниспадающие хромированные молдинги на боковинах и двухцветные схемы окраски придавали визуальную схожесть с моделями Buick и Chevrolet. Ещё одним отличительным признаком в дизайне Rekord P1 стала двухцветная раскраска кузова. Колёсные диски — фирменные стальные диски Opel (на сохранившиеся кастомизированные образцы могут устанавливаться хромированные колпаки). Ширина дисков — 4 дюйма, диаметр — 13 дюймов. Размер шин — 5.90—13 или 165/80 R13 (возможна установка шин Maxxix MA-1).
По сравнению с моделью-предшественницей Opel Olympia Rekord новая модель Opel Rekord P1 отличалась бо́льшими габаритами и панорамными передним и задним ветровыми стёклами. Производитель следовал традиции ежегодного рестайлинга, заключавшегося в доработке передней радиаторной решётки и отделки салона, однако это не повлияло в целом на достаточно небольшой временной промежуток, в течение которого выпускался Rekord P1. В автомобильной прессе новую машину назвали «крестьянским Buick» (нем. Bauern-Buick), хотя главный дизайнер Ганс Мерсхаймер, по другим заявлениям, при разработке дизайна Opel Rekord P1 использовал Chevrolet Bel Air в качестве образца для подражания.
Opel Rekord P1 выпускался с кузовами типа кабриолет, купе и универсал: изначально выходили только 2-дверные купе. Некоторое количество Opel Rekord P1 с кузовами типа кабриолет или купе были выпущены дармштадтским кузовным ателье «Autenrieth», которое также изготавливало кузовы BMW, Horch, Maybach и Mercedes-Benz. Один из купе Rekord P1, выпущенный в 1959 году, сохранился до наших дней и был отреставрирован Гельмутом Пёнером (нем. Helmut Pöhner). В целом автомобильная пресса отмечала, что при разработке новых моделей Opel с 1,5-литровым двигателем учитывались и применялись на практике знания и опыт дорожного движения.

### Двигатель и другие системы
Несмотря на обновлённый дизайн кузова, внутри модель Opel Rekord P1 особо не отличалась от предшественников. Это был автомобиль с переднемоторной, переднеприводной компоновкой. На него устанавливался 4-цилиндровый рядный верхнеклапанный двигатель объёмом 1488 см³ с жидкостной системой охлаждения и номинальной мощностью 45 л. с. при 3800—3900 об/мин, как на предыдущей модели Opel Olympia Rekord. Начиная с июля 1959 года, стали выпускаться модели с повышенной степенью сжатия и выросшей мощностью до 50 л. с. Позже стали выпускаться экземпляры с двигателем большего объёма 1680 см³ и мощностью 55 л. с. при 4000 об/мин. Обычный двигатель позволял разгоняться машине до 125 км/ч, а двигатель большего объёма — до 132 км/ч. Позже выпускалась модель и с двигателем объёмом 1,7 л мощностью около 63 л.с. Расход топлива составлял 8,6 л на 100 км (около 1 л на 12 км), ёмкость топливного бака — 40 л.
Тормозная система — барабанная. Среди инноваций выделялись пересмотренная передняя ось и рулевое управление. На модель Opel Rekord P1 устанавливалась полностью синхронизированная 3-ступенчатая механическая коробка передач, причём рычаг переключения передач устанавливался на рулевой колонке. Коробка позволяла бесшумно переключиться на первую передачу при любых обстоятельствах. Широкая колея и низкий центр тяжести позволяли автомобилю легко преодолевать небольшие препятствия. Подвеска подстраивалась под нагрузку автомобиля; даже при полной нагрузке автомобиль не проседал сзади слишком сильно, что обеспечивало хорошее сцепление с дорогой. Были установлены передний мост с отрицательным развалом и спаренные поперечные рычаги подвески разной длины.

### Оформление салона

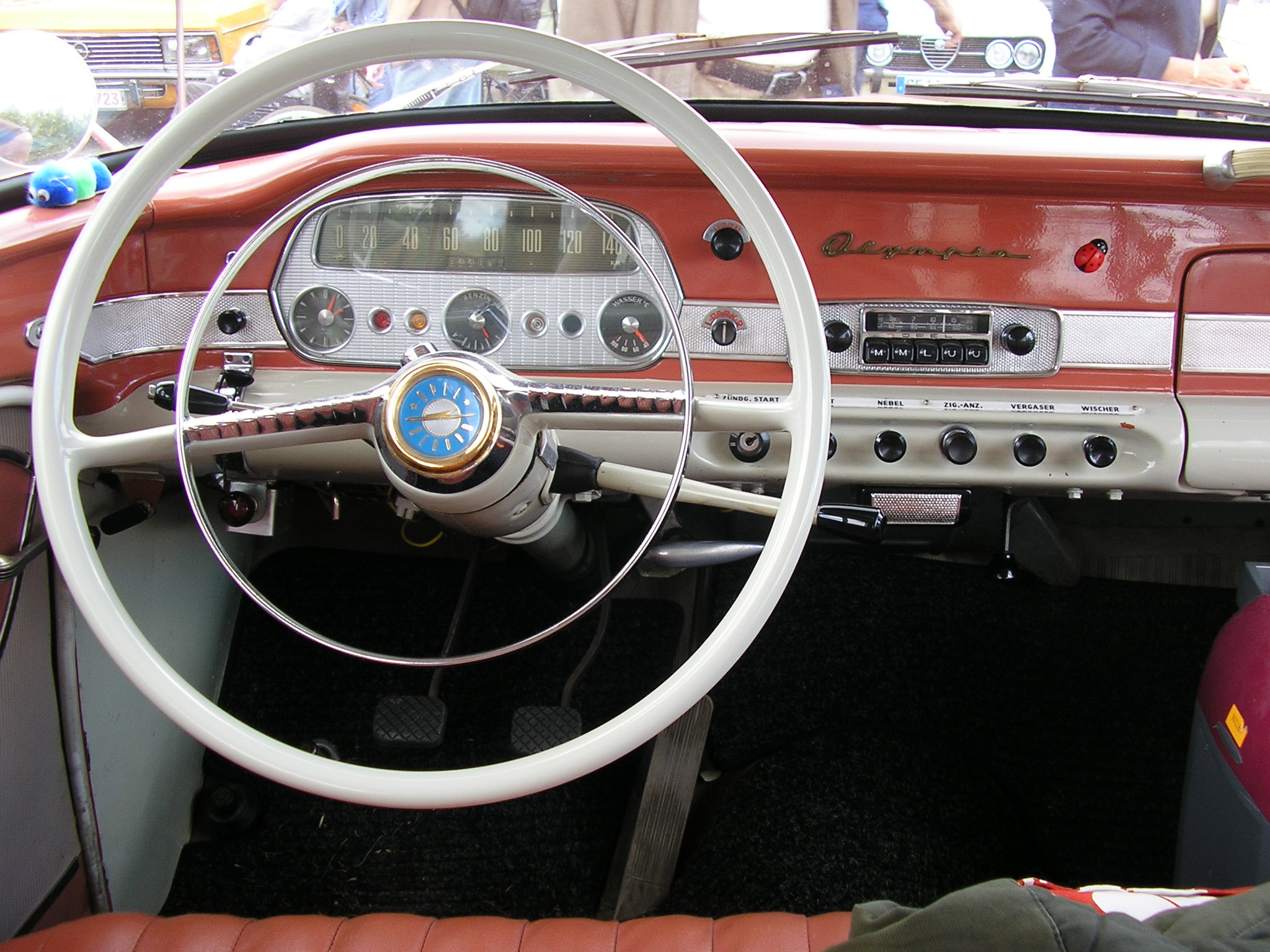
Приборная доска и рулевое колесо Opel Rekord P1 Caravan

В модели Opel Rekord P1 была установлена новая приборная доска с новым спидометром в виде шкалы с цветными отметками, по которой двигалась стрелка. В целом по уровню удобства новая модель не уступала Opel Kapitän. Оригинальная модель выпускалась вместе с радиоприёмником Grundig (на модель при этом возможна установка приёмника Opel в УКВ/СВ-диапазоне вещания). Ширина переднего сиденья составляла 134 см, высота — 91,5 см. Для заднего сиденья ширина составляла 135 см, высота — 88,5 см. Спинка переднего сиденья была регулируемой. Объём багажника позволял загрузить достаточно большой багаж без учёта багажника на крыше. Заднее сиденье было складным.
Имелись электрические стеклоочистители, работавшие на двух скоростях. В стандартную комплектацию входили также прикуриватель, электрические часы, солнцезащитные козырьки, подлокотники для передних и задних сидений, пепельницы спереди и сзади, перчаточный ящик и обивка из искусственной кожи небесного цвета, которую можно было стирать. Садиться в машину было достаточно легко, несмотря на то, что двери открывались не очень широко, а свободного места сзади было меньше, чем спереди.

## Хронология выпуска моделей

### 1957 год

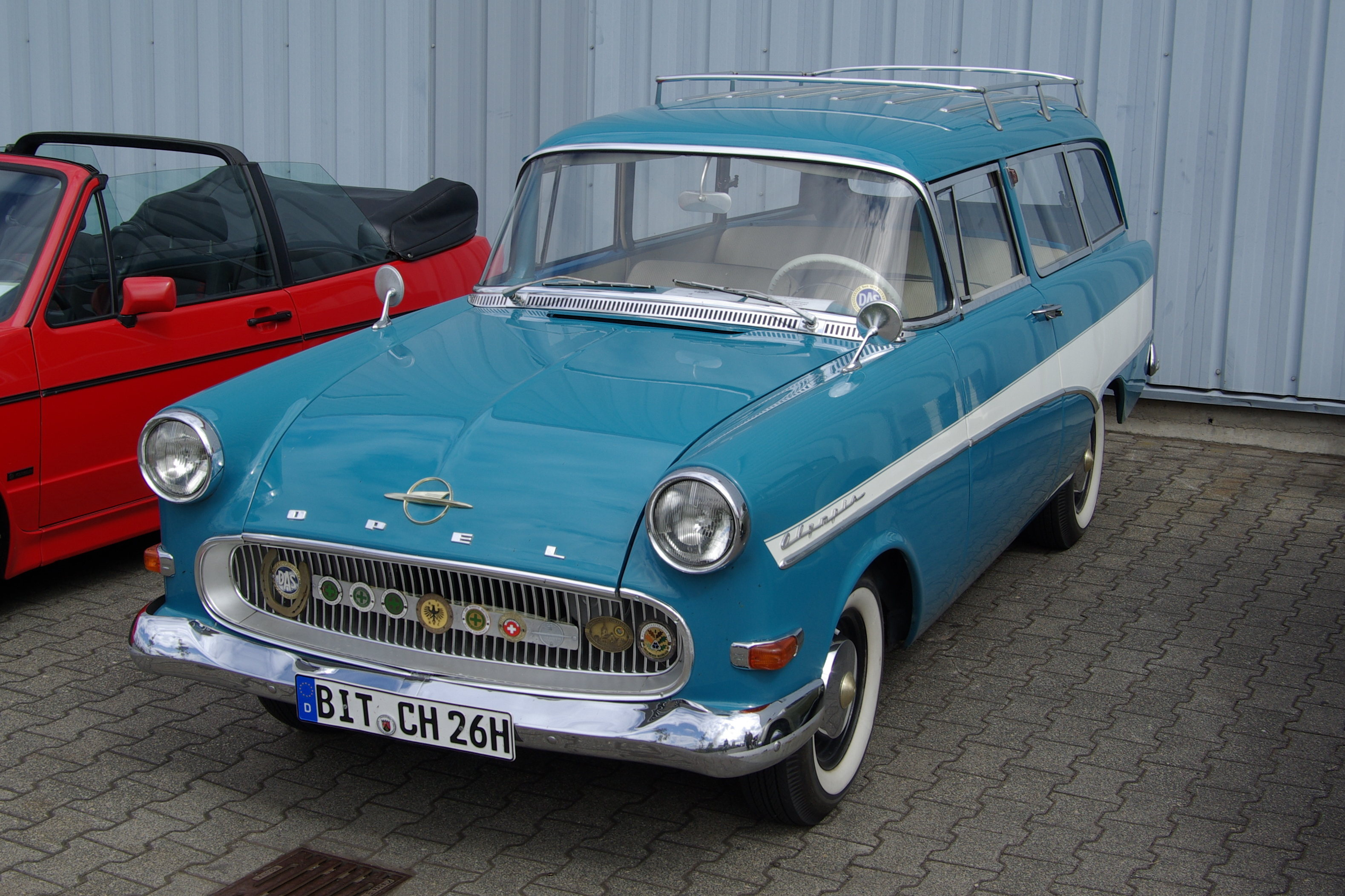
Универсал Opel Rekord P1 Caravan

13 августа 1957 года председатель компании Opel Эдвард Здунек представил в ратуше города Рюссельсхайм новую модель под названием Opel Olympia Rekord P. Эта модель, также известная как Opel Rekord PI, стала участницей Франкфуртского автосалона в том же году и произвела фурор: её рекламировали как «автомобиль мечты для всех». Пятью годами ранее был представлен сопоставимый автомобиль того же класса Mercedes-Benz 180 Ponton.
Модель с двигателем объёмом 1,5 л выпускалась под названием Opel 1500: номинально она представляла собой двухдверный седан с цельнометаллическим кузовом, а благодаря новому двигателю могла развивать максимальную скорость до 125 км/ч.
Модель с двигателем объёмом 1,2 л выпускалась под названием Opel 1200 с 1959 года. Она продавалась в течение двух последующих лет, пока не уступила окончательно место модели Opel Rekord P2. Она выходила только в варианте 2-дверного седана.
В октябре 1957 года был выпущен универсал под названием Opel Caravan с задней поднимающейся дверью. Грузовой отсек Opek Caravan был удлинён на 20 см, максимальная полезная нагрузка составляла 555 кг; в целом модель снискала большую популярность благодаря своей практичности.

### 1958 год
В 1958 году, после выхода первой версии Opel Olympia Rekord P1, был выпущен новый вариант с двигателем объёмом 1205 см³. У этой модели был повышенный коэффициент сжатия 7.5:1, однако мощность двигателя составляла 40 л.с. при максимальных оборотах двигателя 4400 об/мин. Хромирование, характерное для традиционной Opel Olympia Rekord, отсутствовало; интерьер салона был упрощён.

Двухдверный седан Opel Rekord P1 в 1958 году продавался за 6545 немецких марок, а четырёхдверный — за 7035 марок. Стоимость модификации с двигателем объёмом 1,7 л была на 75 марок выше.

### 1959 год
В 1959 году были представлены модели с традиционным двигателем объёмом 1,5 л (1488 см³), подвергшимся небольшой доработке с ростом мощности до 50 л. с. при максимальных 4000 оборотах в минуту и возрастанием максимальной скорости до 125 км/ч. Также появилась модель с новым двигателем объёмом 1,7 л (1680 см³), который давал мощность 55 л. с. и повышал максимальную скорость до 137 км/ч. Крутящий момент этой модели составлял 120 Н⋅м при 2100 об/мин двигателя: с учётом небольшой массы время разгона до 100 км/ч составляла около 20 с. В то же время расход топлива составлял 9,5 л на 100 км пути.
В новой модели также вырос коэффициент сжатия с 6.9:1 до 7.25:1. Рост мощности был связан с модификациями головки блока цилиндров и выпускного коллектора: ход поршня на новом двигателе составлял 75 мм, как на двигателях объёмом 1,5 л и 1,2 л, но диаметр поршня вырост с 80 до 85 мм. Сам автомобиль с того момента ста выпускаться просто под названием Opel Rekord. Также в некоторых моделях 1959 года выпуска присутствовала автоматическая система сцепления Olymat производства Fichel & Sachs, схожая с автоматической моделью Saxomat в машинах других немецких марок. Популярности на Opel эта система не снискала.
Позже стали выпускаться двухдверные и четырёхдверные седаны. В частности, выпускались 2-дверные версии Opel с двигателями 1,5 и 1,7 л, а также 4-дверная версия Opel с двигателем 1,7 л.
Модель Opel Rekord 1700 вышла незадолго до появления новой модели Opel Rekord P2, которая пришла на смену модели Rekord P1 в августе 1960 года. Модификация Opel 1200 с кузовом Rekord P1 выпускалась до 1962 года. В связи с выходом модели Opel Rekord P2 модели, выходившие с 1957 по 1960 годы, в дальнейшем назывались официально Opel Rekord P1.

## Сборки по странам
В незначительных количествах Opel Rekord P1 выпускался в Швейцарии и ЮАР.

### Швейцария

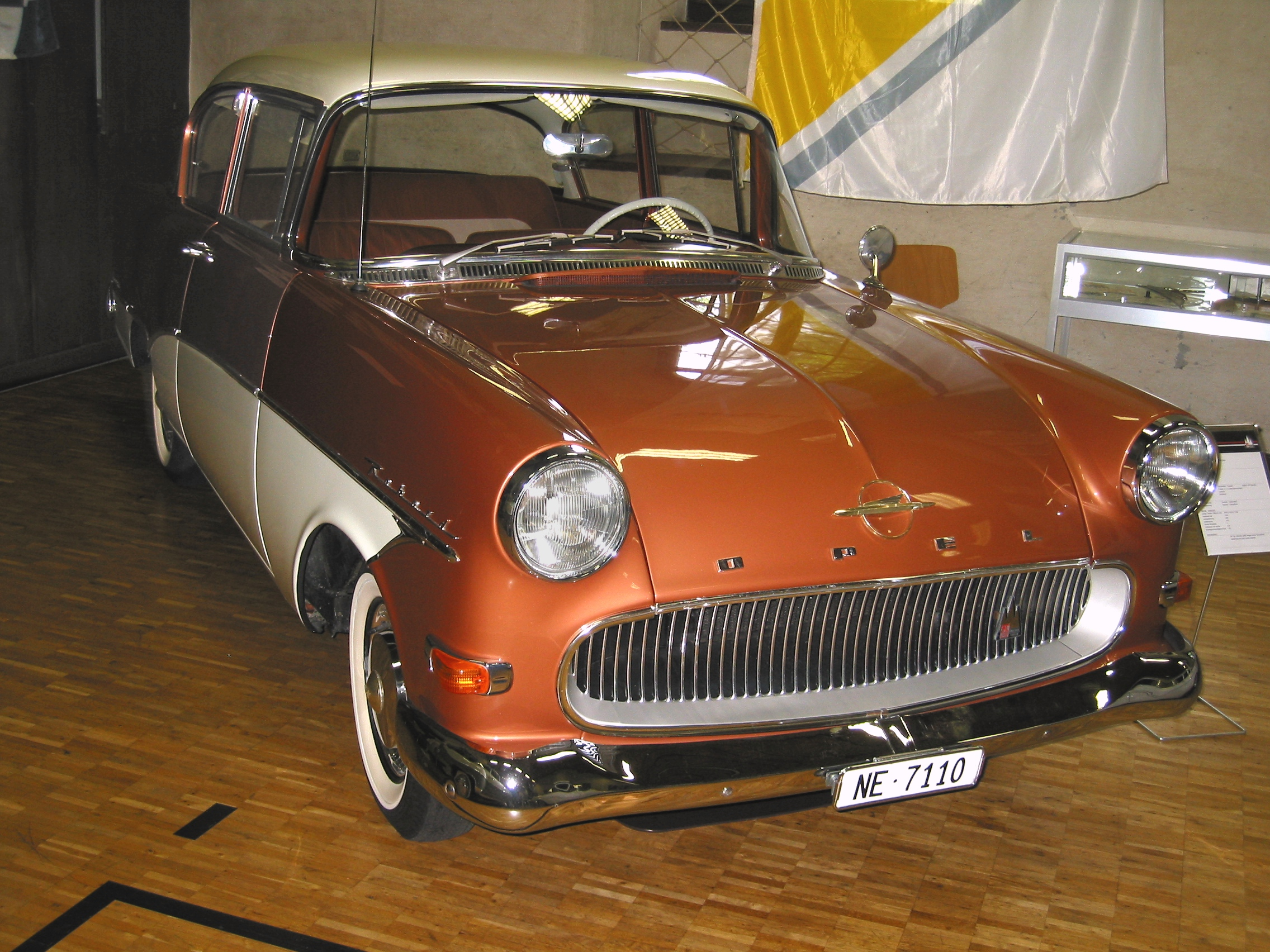
Opel Record Ascona

Сборка автомобилей Opel Rekord P1 в Швейцарии осуществлялась на заводе компании General Motors в Биле с 1959 года. Там выпускались исключительно автомобили с двигателем объёмом 1680 см³ и мощностью 55 л. с. Объём хромирования этих автомобилей был даже больше, чем у производившихся в Германии. Оформление кузова — двухцветное (крыша белая), оформление интерьера — также двухцветное, присутствовала кожаная обивка.
В Швейцарии модели выходили под названием Opel Rekord Ascona в честь одноимённой коммуны в стране, но продавались исключительно в Швейцарии: до настоящих дней могло сохраниться до 10 экземпляров. Позже была выпущена модель Opel Ascona, которую называли ответом на вышедшие ранее Ford Taunus и Ford Cortina.

### Южная Африка
Opel Rekord P1 и его преемник собирались также на заводе General Motors в Южной Африке, однако отличались тем, что рулевое колесо там устанавливалось справа, а не слева. Для местного рынка выпускался грузовик-пикап.. Некоторые из экземпляров выпускались с левым рулём, поскольку предназначались для экспорта в Европу. На всех машинах Opel Rekord и Opel Olympia, выпускавшихся в Южной Африке, устанавливался двигатель объём 1,5 л SAE и мощностью 55 л. с. В 1960 году на все модели, кроме 2-дверной Olympia, был установлен двигатель SAE объёмом 1,7 л и мощностью 63 л. с.

## Показатели продаж
Базовая цена модели Opel Rekord P1 с двигателем объёмом 1,5 л составляла 6385 немецких марок, что было вполне выгодным предложением по тем временам. В этой ценовой категории наиболее серьёзным конкурентом была модель Ford Taunus 17M, которая была чуть короче в длину, но чуть пошире и с более мощным двигателем.
Позже модели Opel Rekord P1 стали продаваться по цене 5785 немецких марок при том, что экспортная модель Volkswagen Käfer стоила тогда около 4600 марок.
В 1958 году стоимость 2-дверного седана составляла 6545 марок, стоимость 4-дверного — 7035, причём машина с более мощным двигателем стоила на 75 марок дороже. В 1959 году полноценный седан Opel 1200 стоил 5675 немецких марок. Седан с кузовом производства компании Autenrieth в том же году продавался за 9380 марок.
Всего за три года было выпущено 603 597 экземпляров автомобилей. С 1957 по 1960 годы с конвейера завода в Рюссельхайме сошло 817 003 экземпляра Opel Rekord P1, в том числе 25 кабриолетов и 3 купе от ателье Autenrieth из Дармштадта. Более 447 тысяч экземпляров были экспортированы за границу. Примечательно, что миллионным по счёту автомобилем, сошедшим с конвейера в Рюссельхайме, стал именно Rekord P1. С 1959 по 1960 годы было выпущено 98 637 экземпляров Opel 1700 (как 2-дверных, так и 4-дверных моделей), 4-дверная модель Opel 1700 стоила в том году 7110 марок.
Согласно нидерландской брошюре 1962 года, модель Opel 1200 стоила 6285 нидерландских гульденов, Opel 1500 — 6245 гульденов, 2-дверная модель Opel 1500 — 7225 гульденов, 2-дверная модель Opel 1700 — 7325 гульденов, 4-дверная модель Opel 1700 — 7775 гульденов. Также в продаже в Нидерландах была модификация Opel Rekord Sportcoupé с двигателем объёмом 1,7 л и мощностью 67 л.с., стоившая 8385 гульденов.
Хотя по количеству продаж этот автомобиль уступал более чем в два раза Volkswagen Käfer, он твёрдо закрепился на втором месте в рейтинге наиболее продаваемых машин Западной Германии. За те же годы было выпущено 239 978 экземпляров американской модели Ford Taunus 17M. Чуть более половины автомобилей Rekord P1 были экспортированы за границу, преимущественно в страны Западной Европы. Модель также активно рекламировалась в США, где её продажа осуществлялась при участии сети дилеров Buick.

## Технические характеристики
| Opel (Olympia) Rekord P1 (1957—1960) | Opel (Olympia) Rekord P1 (1957—1960)                                                                                           | Opel (Olympia) Rekord P1 (1957—1960)                                                                                           | Opel (Olympia) Rekord P1 (1957—1960)                                                                                           | Opel (Olympia) Rekord P1 (1957—1960)                                                                                           |
|                                      | Opel Olympia / 1200 (1958—1962)                                                                                                | Opel Olympia Rekord 1500 (1957—1960)                                                                                           | Opel Rekord 1500 (1959—1960)                                                                                                   | Opel Rekord 1700 (1959—1960)                                                                                                   |
| ------------------------------------ | --- | --- | --- | --- |
| Двигатель                            | 4-цилиндровый рядный (4-тактный двигатель Отто)                                                                                | 4-цилиндровый рядный (4-тактный двигатель Отто)                                                                                | 4-цилиндровый рядный (4-тактный двигатель Отто)                                                                                | 4-цилиндровый рядный (4-тактный двигатель Отто)                                                                                |
| Объём двигателя, см³                 | 1196 (1,2 л) | 1488 (1,5 л) | 1488 (1,5 л) | 1680 (1,7 л) |
| Диаметр и ход поршня, мм             | 72 x 74 | 80 x 74 | 80 x 74 | 85 x 74 |
| Максимальная мощность двигателя      | 40 л. с. при 4400 об/мин | 45 л. с. при 3900 об/мин | 50 л. с. при 4000 об/мин | 55 л. с. при 4000 об/мин |
| Максимальный крутящий момент         | 82 Н·м при 2500 об/мин | 98 Н·м при 2300 об/мин | 106 Н·м при 2100 об/мин | 120 Н·м при 2100 об/мин |
| Степень сжатия                       | 7.5 : 1 | 6.9 : 1 | 7.25 : 1 | 7.25 : 1 |
| Подача топлива                       | Карбюратор Opel с падающим потоком (по лицензии Carter Carburetor Co.), диаметр трубки 30 мм (для Opel 1700)                   | Карбюратор Opel с падающим потоком (по лицензии Carter Carburetor Co.), диаметр трубки 30 мм (для Opel 1700)                   | Карбюратор Opel с падающим потоком (по лицензии Carter Carburetor Co.), диаметр трубки 30 мм (для Opel 1700)                   | Карбюратор Opel с падающим потоком (по лицензии Carter Carburetor Co.), диаметр трубки 30 мм (для Opel 1700)                   |
| Газораспределительный механизм       | Верхние клапаны, толкатели и коромысла; боковой распределительный вал, приводимый в движение цилиндрической зубчатой передачей | Верхние клапаны, толкатели и коромысла; боковой распределительный вал, приводимый в движение цилиндрической зубчатой передачей | Верхние клапаны, толкатели и коромысла; боковой распределительный вал, приводимый в движение цилиндрической зубчатой передачей | Верхние клапаны, толкатели и коромысла; боковой распределительный вал, приводимый в движение цилиндрической зубчатой передачей |
| Система охлаждения                   | Жидкостная: насос и термостат                                                                                                  | Жидкостная: насос и термостат                                                                                                  | Жидкостная: насос и термостат                                                                                                  | Жидкостная: насос и термостат                                                                                                  |
| Трансмиссия                          | 3-ступенчатая механическая с подрулевым переключателем                                                                         | 3-ступенчатая механическая с подрулевым переключателем                                                                         | 3-ступенчатая механическая с подрулевым переключателем                                                                         | 3-ступенчатая механическая с подрулевым переключателем                                                                         |
| Передняя подвеска                    | Подвеска на двойных поперечных рычагах: шаровой шарнир, винтовые пружины, телескопические амортизаторы, стабилизатор           | Подвеска на двойных поперечных рычагах: шаровой шарнир, винтовые пружины, телескопические амортизаторы, стабилизатор           | Подвеска на двойных поперечных рычагах: шаровой шарнир, винтовые пружины, телескопические амортизаторы, стабилизатор           | Подвеска на двойных поперечных рычагах: шаровой шарнир, винтовые пружины, телескопические амортизаторы, стабилизатор           |
| Задняя подвеска                      | жёсткая подвеска на рессорах: три полуэллиптические рессоры, телескопические амортизаторы                                      | жёсткая подвеска на рессорах: три полуэллиптические рессоры, телескопические амортизаторы                                      | жёсткая подвеска на рессорах: три полуэллиптические рессоры, телескопические амортизаторы                                      | жёсткая подвеска на рессорах: три полуэллиптические рессоры, телескопические амортизаторы                                      |
| Тормозная система                    | Барабанные с гидравлическим приводом                                                                                           | Барабанные с гидравлическим приводом                                                                                           | Барабанные с гидравлическим приводом                                                                                           | Барабанные с гидравлическим приводом                                                                                           |
| Кузов                                | Стальной монокок | Стальной монокок | Стальной монокок | Стальной монокок |
| Передняя и задняя колея, мм          | 1260/1270 | 1260/1270 | 1260/1270 | 1260/1270 |
| Колёсная база, мм                    | 2541 | 2541 | 2541 | 2541 |
| Длина, мм                            | 4433 | 4433 | 4433 | 4433 |
| Ширина, мм                           | 1616 | 1616 | 1616 | 1616 |
| Высота, мм                           | 1490 | 1490 | 1490 | 1490 |
| Снаряжённая масса, кг                | 910—975 | 910—975 | 910—975 | 910—975 |
| Максимальная скорость, км/ч          | 119 | 125—128 | 125—128 | 130—132 |
| Разгон до 100 км/ч, время в с        | 33 | 24—27 | 24—27 | 20—22 |
| Расход топлива, л/100 км             | 9 | 9,5—10,5 | 9,5—10,5 | 10,0—10,5 |

## Галерея

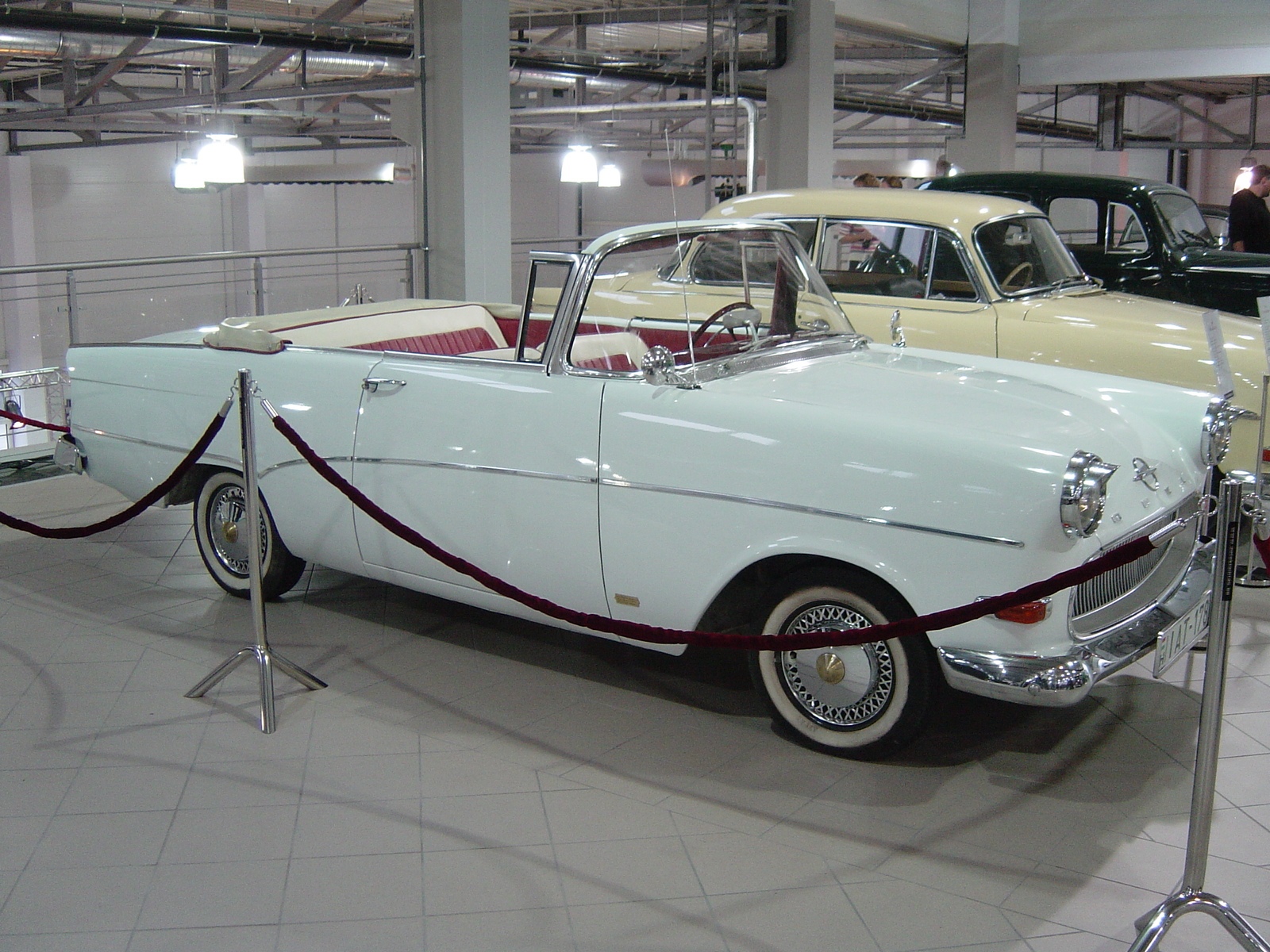
Кабриолет Opel Rekord P1
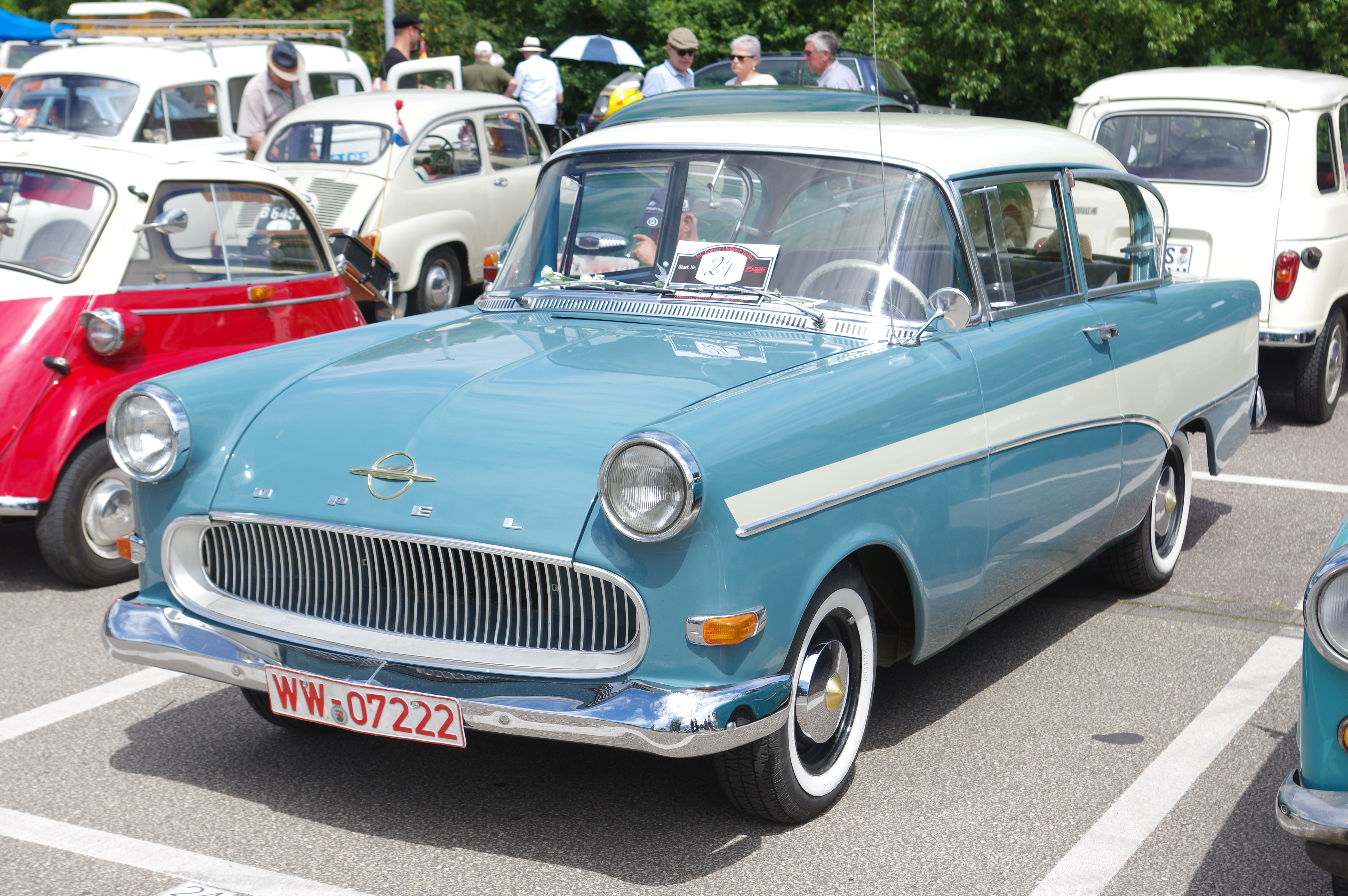
2-дверный седан Opel Rekord P1
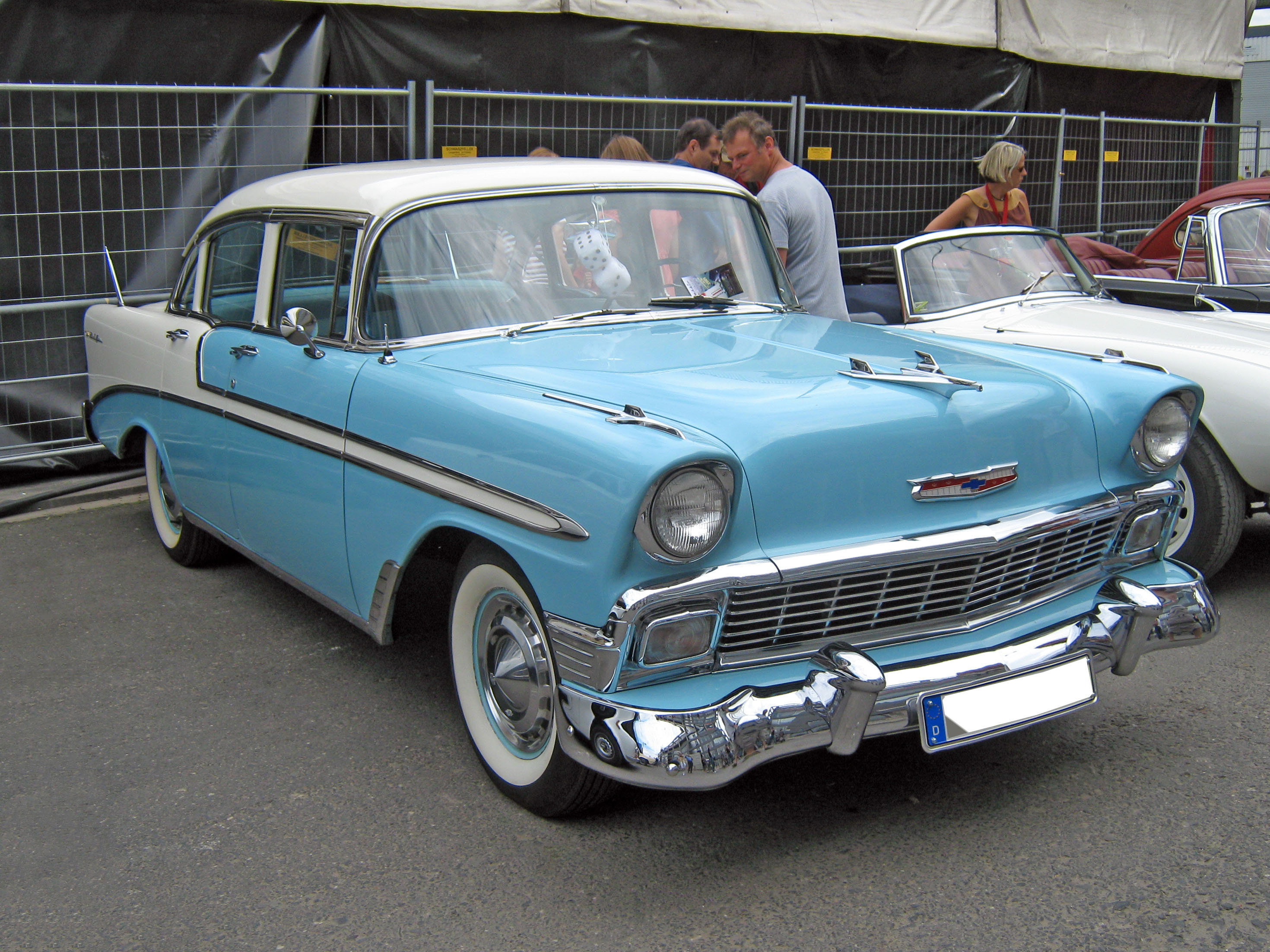
Chevrolet Bel Air 1956 года, с которым внешне схож Rekord P1
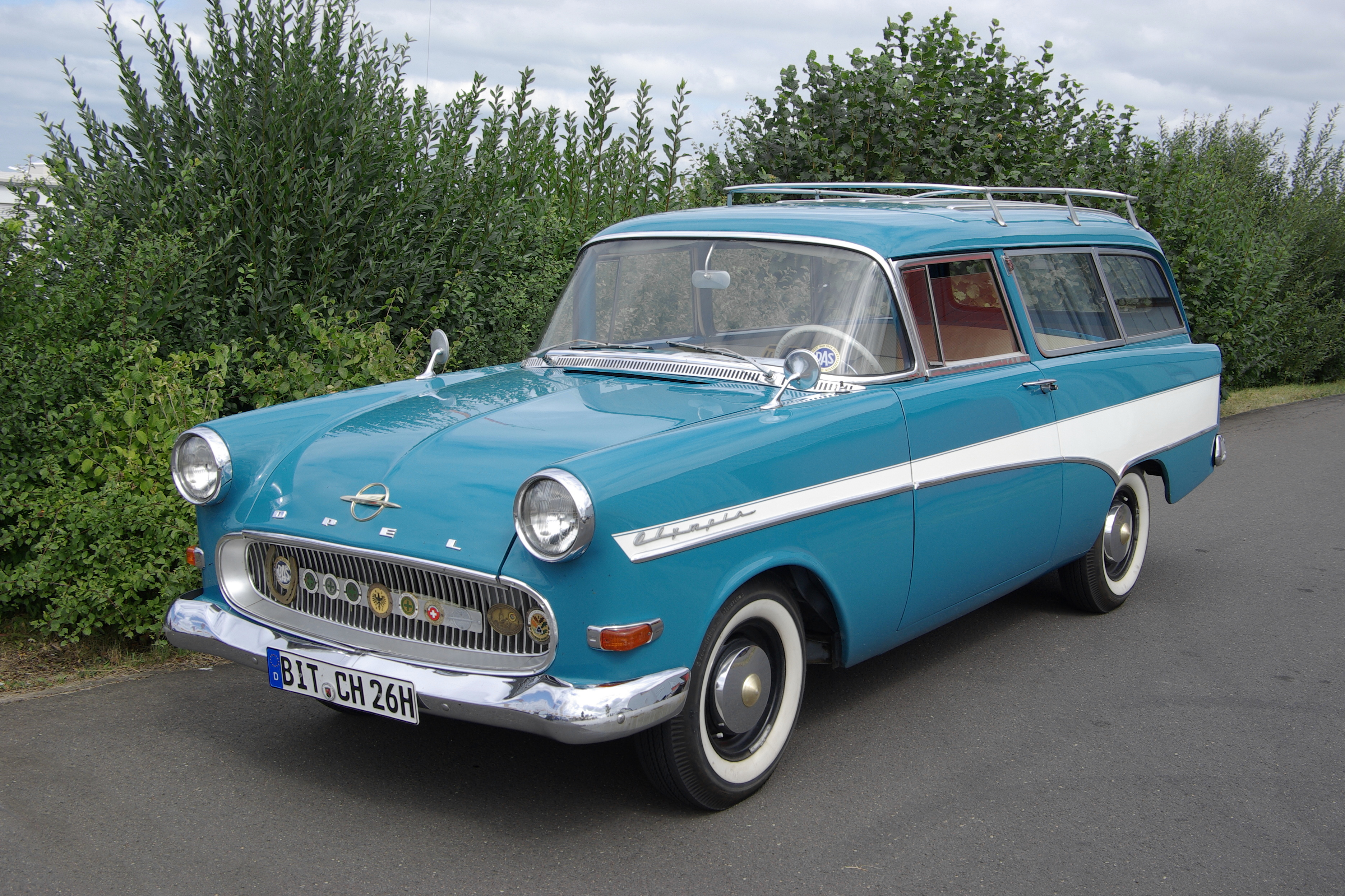
Opel Olympia Rekord P1 1500 Caravan образца 1960 года. Двигатель — 4-цилиндровый, объём 1488 cc, мощность 45 л.с.
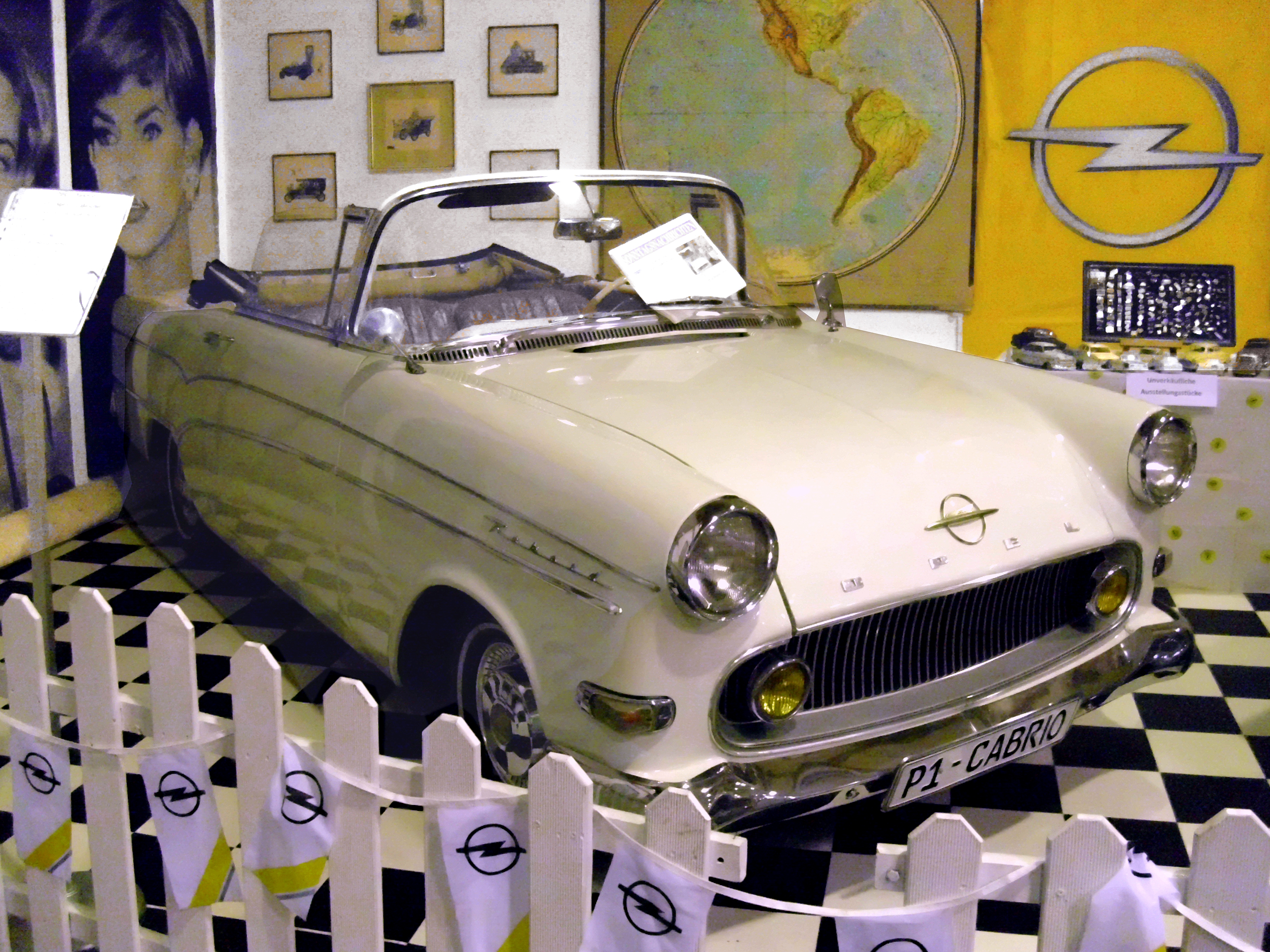
Кабриолет Opel Rekord P1 1959 года выпуска, кузов произведён компанией Autenrieth[нем.]
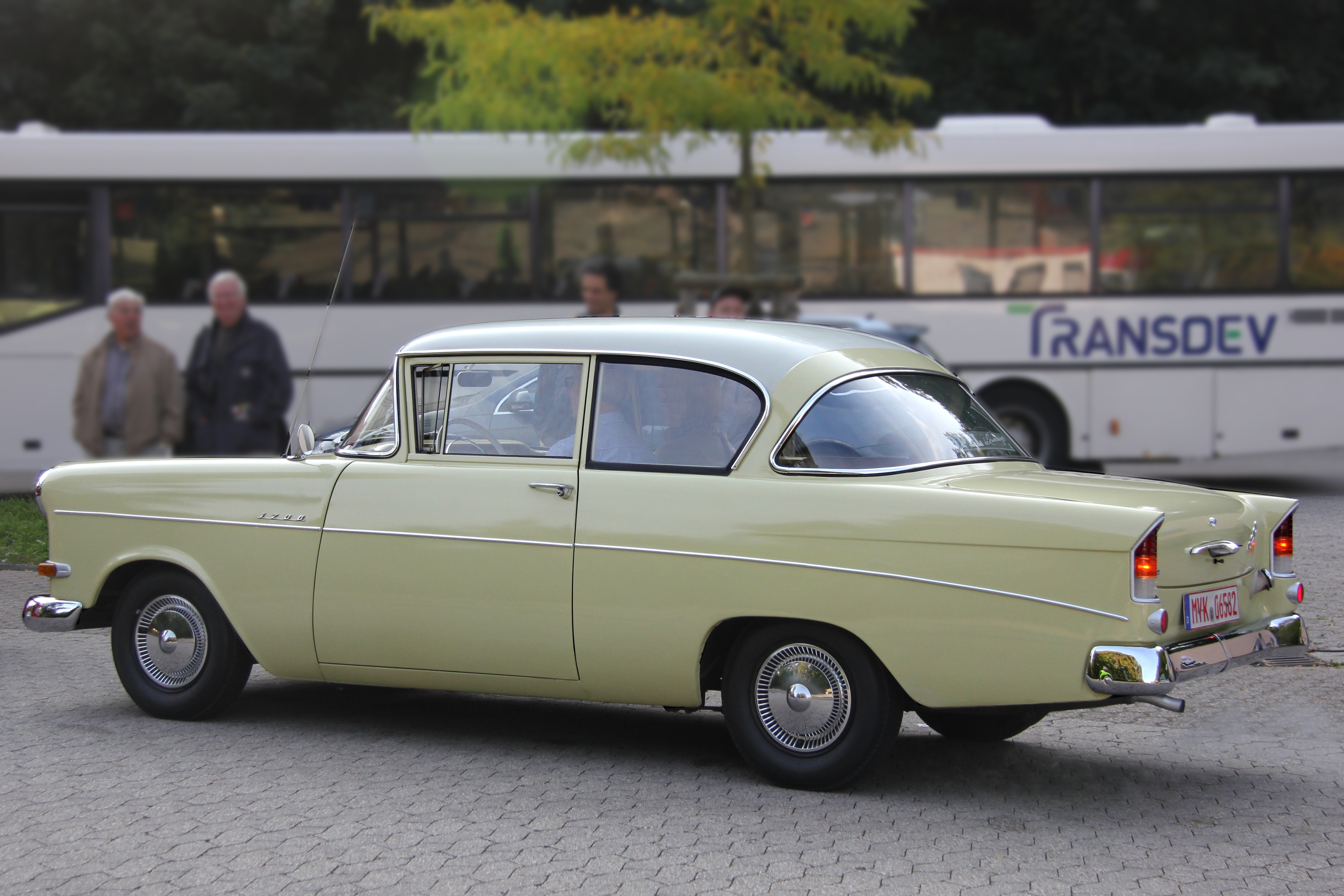
Седан Opel Rekord P1 1960 года выпуска

## Современный статус
Автомобили Opel Rekord P1 участвуют в выставках раритетных автомобилей.
2 октября 2003 года в присутствии президента Германии Йоханнеса Рау торжественно была представлена большая почтовая марка достоинством в 55 пфеннигов с изображением Opel Rekord P1.

## В моделировании
Миниатюрные автомодели Opel Rekord P1 выпускаются рядом компаний. В частности, компанией M1 выпускались модели седанов Opel Rekord P1 Olympia Limousine, Opel Rekord P1 1200 Limousine, Opel Rekord P1 Limousine (2-дверные и 4-дверные седаны) и универсалов Opel Rekord P1 Olympia Caravan и Opel Rekord P1 Olympia Lieferwagen.

## Комментарии
1. ↑  В том числе и для моделей с кузовом производства компании Autenrieth[нем.][8]
2. ↑  На кастомизированные варианты устанавливалась 4-скоростная механическая КПП, как на Opel Rekord P2[8].
3. ↑  Четыре рессоры для Caravan
4. ↑  Диаметр тормозов для Opel 1700 — 200 мм передние и задние[8], для модели Caravan — 200 мм передние, 230 мм задние.
5. ↑  Для 4-дверного седана масса без нагрузки 950 кг, максимальная масса — 1340 кг[9].
6. ↑  Для модели Opel Rekord P1 Caravan масса 1000–1015 кг.